# موباي
موباي هي مدينة، تتبع محافظة باس-كوتو، هي عاصمة محافظة باس-كوتو، بلغ عدد سكانها 7٬176 نسمة.